# Eero A. Wuori

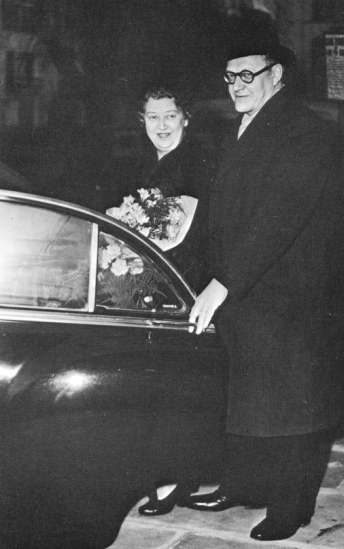
Kerttu och Eero A. Wuori.

Eero Arne Wuori, född 11 augusti 1900 i Helsingfors, död där 12 september 1966, var en finländsk fackföreningsledare, politiker och diplomat. 
Wuori var under finska inbördeskriget verksam vid de rödas chefsintendentur. Till följd av detta dömdes han 1920 till tio års tukthus. Han var chefredaktör för den socialdemokratiska tidningen Kansan Työ 1930–1938 och ordförande i Finlands Fackförbunds Centralorganisation (FFC) 1938–1944. Han medverkade aktivt till att avtalet mellan arbetsgivare och arbetstagare om ömsesidigt godtagande av förhandlingsprincipen, den så kallade januariförlovningen, kunde ingås 1940. Vid FFC:s kongress 1943 framlade han programdeklarationen Mitä SAK tahtoo, där bland annat företagsdemokratins idé första gången presenterades i den finländska fackföreningsrörelsens historia. 
Wuori var 1944–1945 bland annat kommunikationsminister i Urho Castréns och Juho Kusti Paasikivis regeringar. Det anses numera vara klarlagt att han tid denna tid värvades av den sovjetiska underrättelsetjänsten som informant och budbärare i båda riktningarna, en verksamhet som dock ej anses ha skadat Finlands intressen. Wuori var finländskt sändebud i London 1945–1952, ambassadör i Moskva 1955–1963 och chargé d'affaires i Stockholm 1964–1965. 
Wuori var ursprungligen anhängare till Väinö Tanner, men denna relation blev sämre efter att Wuori i slutet av fortsättningskriget anslutit sig till fredsoppositionen och fått nära kontakt med Paasikivi. Som chef för politiska avdelningen vid utrikesministeriet 1953–1955 rekommenderade Wuori i en förstnämnda år daterad promemoria en försiktig aktivering av de utrikespolitiska relationerna med västvärlden, vilket omfattades av statsledningen.

## Utmärkelser
- Finlands idrottskulturs förtjänstkors,  1963[1]

[Redigera Wikidata]